# Cindy Lee Van Dover
 (décembre 2017).
Si vous disposez d'ouvrages ou d'articles de référence ou si vous connaissez des sites web de qualité traitant du thème abordé ici, merci de compléter l'article en donnant les références utiles à sa vérifiabilité et en les liant à la section « Notes et références ».
Cindy Lee Van Dover (née en 1954) est professeure d'océanographie biologique et présidente du département des Sciences de la mer et de la Conservation à l'université Duke. Elle est également directrice du Laboratoire marin de l'université Duke. Son principal domaine de recherche est l'océanographie, mais elle étudie également la biodiversité, la biogéochimie, la biologie de la conservation,l'écologie et les sciences marines.

## Éducation
Cindy Lee Van Dover est titulaire d'un bachelier en sciences de l'environnement de l'université Rutgers (1977) et d'une maîtrise en écologie de l'UCLA (1985). Elle développe ensuite ses recherches doctorales dans le cadre d'un programme conjoint en océanographie biologique à l'Institut de technologie du Massachusetts et à l'Institut océanographique de Woods Hole.

## Réalisations
En 1982, elle rejoint la première expédition de recherche biologique dans le Pacifique oriental, faisant partie des une des premières exploratrices en eau profonde. En 1990, afin de pouvoir piloter le DSV Alvin, elle devient la 49e personne à détenir l'insigne naval du Dolphinfish pin. Elle est également la première femme à piloter le DSV Alvin. Elle a fait 48 plongées en tant que pilote-commandant du Alvin et a participé à plus de 110 plongées au total. Dans plusieurs expéditions en haute mer, elle est scientifique en chef. Durant ces expéditions, elle a découvert de nouvelles espèces de moules, des crevettes, des vers à tube et les bactéries. De plus, elle fait partie des première personne à employer la technologie de submersion profonde: la téléprésence, le « ROV Jason », « l’AUV Sendry », etc.,

## Récompenses
- En 1989, elle obtient son doctorat de « Woods Hole Oceanographic Institution, Massachusetts Institute of Technology Joint Program in Oceanography ».
- En 1990, certifié par la marine américaine, elle est devenue pilote à bord de Alvin.
- En 2017, elle devient docteur honoris causa de l'université catholique de Louvain.